# Cédric Kalonji
Pour les articles homonymes, voir Kalonji.
Cédric Kalonji est un boxeur né le 4 juin 1987 à Lille.

## Carrière
Évoluant dans la catégorie mi-lourds, il s'entraîne aux côtés de Mohamed Kabech au Lille Métropole Boxing Club des Flandres. Cédric passe professionnel en 2009 et est considéré comme l'un des espoirs de sa catégorie en France. Il arrête sa carrière pendant deux ans et revient entre les cordes au Lille Ring United ou il boxe désormais dans la catégorie lourds-légers aux côtés d'Ahmed Elhamwi, Sali Rachid et Mohamed Elachi.

### Palmarès professionnel
- 15 combats, 9 victoires dont 8 par KO.
- Finaliste du tournoi de France pro 2012 en lourds-légers.

### Palmarès amateur
- Champion du Nord, champion des Flandres et 1/4 de finaliste au championnat de France 2004-2005[2].

- Cédric est par ailleurs ceinture noir de karaté et a remporté le titre de champion de France en 2010 et 2011.
- Il est aussi moniteur de capoeira est possède le grade d'instructeur.